# Agrilus sanpauloi
Agrilus sanpauloi é uma espécie de inseto do género Agrilus, família Buprestidae, ordem Coleoptera.
Foi descrita cientificamente por Bellamy, 1998.